# Lampedusa (gênero)
Lampedusa é um gênero de gastrópodes.

## Espécies
- Lampedusa imitratix
- Lampedusa melitensis